# Bohumil Tomáš
Bohumil Tomáš (31. ledna 1871 Nová Paka – 6. září 1945 Rakovník) byl český dirigent a hudební skladatel.

## Život
Studoval na Varhanické škole v Praze. Nejprve byl výpomocným varhaníkem v kapitulním chrámu sv. Petra a Pavla na Vyšehradě a zpíval v operním sboru Národního divadla. V roce 1895 se stal kapelníkem ve společnosti P. Švandy, s níž vystupoval po dva roky v brněnském Národním divadle.
Pak vystřídal v rychlém sledu několik angažmá. Byl kapelníkem v Sibiu v Sedmihradsku, u Lacinovy společnosti v Ostravě, znovu v Brně, u Zölnerovy společnosti Lublani a ve Vídeňském Novém Městě. V letech 1904–1907 byl ředitelem kůru v Lázních Bělohrad a řídil zde i lázeňský orchestr. V roce 1907 konečně zakotvil jako ředitel kůru v Jičíně, kde působil až do roku 1940. Jediné přerušení způsobila první světová válka, během níž řídil orchestr v zábavním podniku pro vojáky v Bělehradě. Kromě povinností ke kostelu učil v Jičíně zpěv na středních školách a s místními ochotníky nastudoval několik oper a operet.
Syn Zdeněk Tomáš (1915–1999) se stal sbormistrem a dirigentem. K němu do Rakovníka se Bohumil Tomáš přestěhoval po odchodu do důchodu a společně založili a řídili Rakovnickou operu. Bratr Hynek Tomáš (1861–1956) byl rovněž varhaníkem a hudebním skladatelem.

## Dílo
Komponoval chrámové i světské skladby. Mezi nimi např.:
- Potopený zvon (melodram s orchestrem)
- Stará láska aneb Osudné dostaveníčko (dvouaktová zpěvohra)